# Pelayo av Asturien

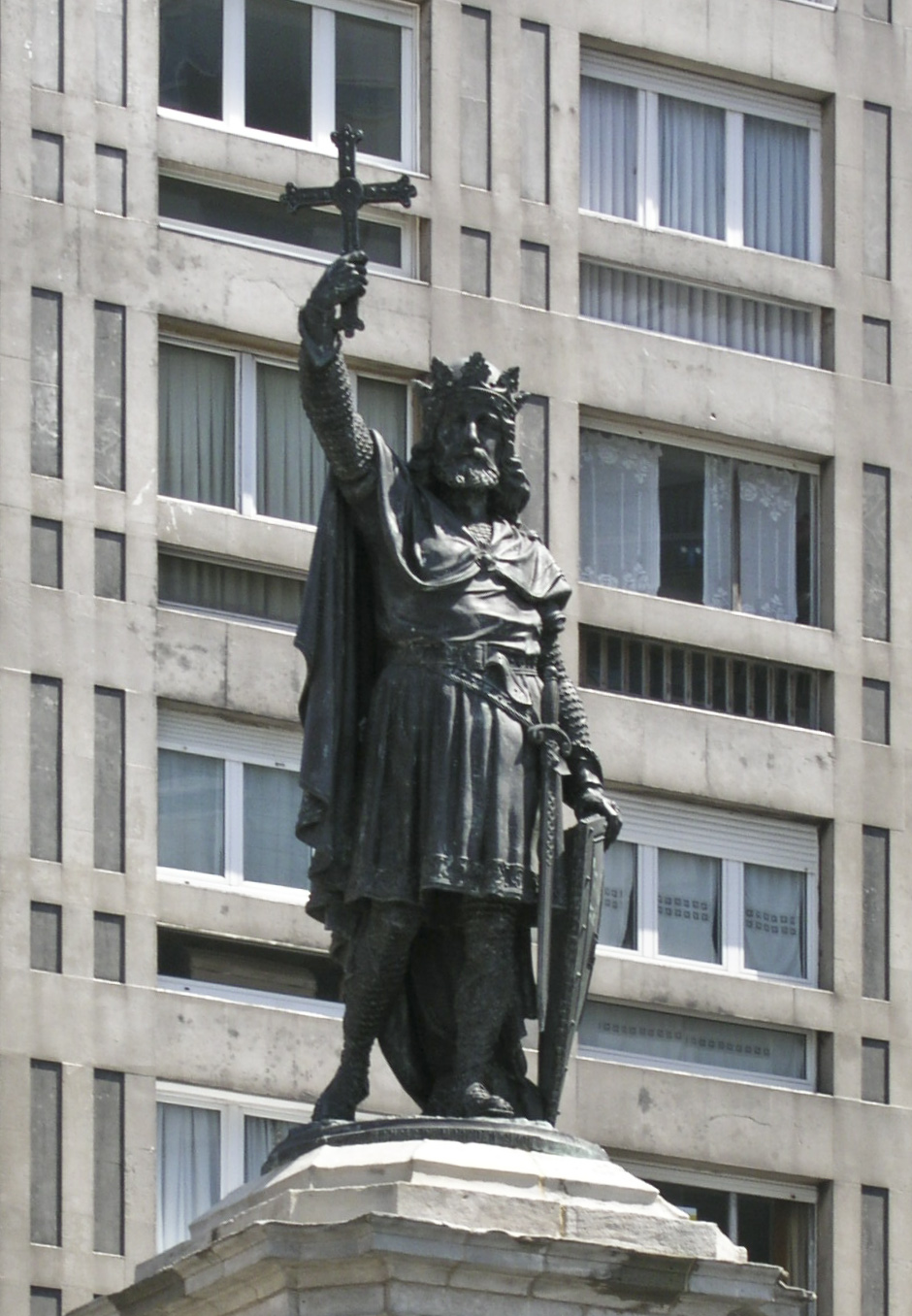
Monument över Pelayo I av Asturien, Gijón, Spanien.

Pelayo, (Pelayo I av Asturien, lat. Pelagius), född cirka 685, död 737, var en antingen en asturisk romaniserad-iberier eller en asturisk adelsman med visigotisk bakgrund som grundade Kungariket Asturien, vilket han regerade från 718 till sin död. Genom sin seger vid slaget vid Covadonga, började han den så kallade reconquistan, den kristna återerövringen av den Iberiska halvön från morerna, genom att han etablerade en självständig kristen stat i opposition till den moriska hegemonin.

## Biografi
De huvudsakliga källorna för Pelayos levnad är två latinska krönikor som skrevs under sent 800-tal i det kungarike han grundade. Den första är Albedensekrönikan, skriven i Albelda 881, och bevarad i Codex Vigilanus som skrevs fram till 976. Den andra är Alfons III av Asturiens krönika, som sågs över i tidigt 900-tal och som blivit bevarad i två textversioner, kallade Chronica Rotensis och ”Chronica ad Sebastianum”, vilka skiljer sig åt i flera viktiga stycken. Målet med Alfons III av Asturiens krönika är att visa en obruten linje mellan Alfons III av Asturiens och det visigotiska Spanien.
Enligt Albedensekrönikan (Codex Vigilanus) var Pelagius (Pelayo) far Fafila dux (hertig) över Galicien och blev dödad av Witiza, visigotisk konung av Spanien. Alfons III av Asturiens krönika kallar Pelayo barnbarn till Chindasuinth och säger att hans far blev bländad i Cordoba, åter på anstiftan av Witiza. Witiza sägs också ha utvisat Pelayo från Toledo efter att han tagit på sig kungakronan 702. Collins som är medförfattare till Monumenta Germaniae Historica, hävdar att detta enbart är tradition.
Enligt den senare traditionen attraherades Munuza, Berbernas guvernör för Iegione (antingen Gijón eller León), av Pelayos syster och skickade en order till Tariq ibn-Ziyad, att ta Pelayo till fånga och sända honom till Cordoba. Att Munuzas säte var i Gijón eller León är tillräckligt för att visa att araberna hade etablerat sitt styre i Asturien och att Pelayo av det skälet inte var ledare för något lokalt motstånd mot den arabiska erövringen. Pelayo kan eventuellt ha kommit bra överens med den arabiska eliten som tillät honom att regera lokalt i det tidigare Västgotiska riket, så som det är känt att det har hänt mellan arabiska härskare och visigotiska adelsmän på andra håll, som i fallet med Teodomiro.
Vid någon tidpunkt sägs Pelayo ha revolterat, men av vilket skäl är obekant och sådana revolter av lokala styresmän mot deras överlydande var vanligt i det visigotiska Spanien. En armé skickades ut mot honom under befäl av Alkama och den kristne biskopen av Sevilla, Oppas. Att Alkama var general och att det fanns en biskop i Sevilla med namn Oppa är allmänt accepterat. En strid, slaget vid Covadonga, utkämpades vid Covadonga (monte Auseva eller monte Libana) och Alkama blev dödad och Oppa togs till fånga. Moriska krönikor om händelsen beskriver Pelayo och hans lilla styrka som "trettio vilda åsnor." Slaget brukar dateras till 718 eller 719, mellan guvernörskapen al-Hurr och as-Sham, fast några har daterat det så sent som 722 och Albedensekrönikan uppger det felaktiga årtalet 740.
Efter hans val till princeps (prins, högste ledaren) av Asturien av de lokala magnaterna på visigotiskt manér, valde Pelayo Cangas de Onís som sin huvudstad.

## Modern historieskrivning
Historiker menar att Reconquista-rörelsen började i provinsen Asturien vars existens bekräftas av följande källor:
- Ordo querimonie, en självbiografi skriven av San Valerio av Biers under andra hälften av 600-talet, anger att han ursprungligen kom från provinsen "Asturiensis", "ett bergigt, oframkomligt land där klipporna är täckta av tät vegetation".
- Anónimo de Rávena, en text från 1600-talet som säger att "Asturia" var en av Spaniens åtta provinser (tidigare fanns det bara sex).
- Material från det XIII:e konciliet i Toledo, som registrerade närvaron av åtta hertigdömen (provinciae Duces), det vill säga dubbelt så många som under andra koncilier.
- I Alfons III:s krönika, eller mer exakt i den utgåva som kallas Chronica Rotensis, sägs det att araberna utsåg guvernörer i alla erövrade provinser ("Per omnes prouincias Spanie prefectos posuerunt"), och i synnerhet utsågs Munuza till guvernör över provinsen "Asturiensis".

Bland forskare som studerar visigoternas historia är åsikten om att hertigdömet verkligen existerade allmänt accepterad. En ny historieskrivning menar  att Pelayo kan vara son till Fafila, hertig av Asturien. I Albeldas krönika, som sammanställdes i Oviedo under kung Alfons III av Asturiens tid, noteras att Favila eller Fafila var far till Pelayo och dödades av Wittiza under den visigotiska kungen Edicas regeringstid.
Om denna version accepteras, så faller mycket tillfredsställande förklaringar till både ursprunget till kungariket Asturien och Pelayos egen personliga historia på plats. Hertigarna under det visigotiska rikets sista år ökade sin makt i sina egna domäner. Hertigdömena förvandlades gradvis till protostater. Detta ger en förklaring varför Pelayo flydde till sin fars domän efter att Wittiza dödat denne. Albeldas krönika säger uttryckligen att Pelayo sökte skydd i Asturien från Wittiza, inte från muslimerna: "Pelayo var den förste härskaren i Asturien, i staden Cangas, och regerade i arton år. Och till Asturien anlände han, som vi redan har sagt, efter att ha fördrivits från Toledo av kung Wittiza." Det blir också mer förståeligt varför Alfonso III:s testamente nämner vissa städer, såsom Tiñana, som Pelayos viktigaste besittningar, och varför soldaterna som skickades av Munuza för att tillfångata Pelayo kom för att leta efter honom i Breza (Krönikan om födelsen). Det blir också lättare att förstå varför Munuza ville ta Pelayos syster till sin hustru (Krönika om födelsen). På det sättet ville han bli släkt med ättlingarna till den siste legitime härskaren av Asturien, hertigen Favila.

Om provinsen Asturien existerade, så minskar detta kraftigt möjligheterna för existensen av det föreslagna hertigdömet Favila. Pelayo kunde inte vara hertig av vare sig Galicien eller Kantabrien, eftersom Pelayo då skulle ha sökt sin tillflykt i dessa länder, där hans fars klienter fanns, och inte bland asturierna. Dessa var inga andra än invånarna i provinsen Asturien. Enligt dessa moderna historiker, ledde Pelayo motståndet mot morerna, eftersom han befann sig i en av provinserna i kungariket Toledo som ättling till dess tidigare makthavare Så uppkom kungariket Asturien som triumferade i sitt motstånd mot den muslimska makten. Det bör betonas att lokala hertigar under de sista åren av det visigotiska kungarikets existens bedrev en politik för ökad lokalt styre i sina besittningar. Den visigotiska staten var på väg att kollapsa vilket visas av alla de uppror som präglade dess senare historia. Kollapsen hade sannolikt även om det inte skett någon muslimsk invasion av den iberiska halvön.
I början av 700-talet tycktes vägen till upplösningen av den centraliserade feodalstaten Toledo i flera territoriella hertigdömen vara helt öppen. Endast olyckan med den arabiska invasionen år 711 kunde förhindra sönderfallet, bara några ögonblick innan det var tänkt att det skulle ske. (Luis A. García Moreno. Historia de la España Visigoda, Madrid, 1989)

## Var Pelayo från Asturien
Ovanstående skildring bygger på att man accepterar sena källors påstående. Detta ifrågasätts på ryska wikipedia. Albeldas och Rodas krönikor skrevs i slutfasen av kungariket Asturien under 800-talet, uppger att Pelayo var livvakt åt den siste visigotiske kungen, Roderik, medan han var i tjänst hos det visigotiska hovet i Toledo. Historiker har ifrågasatt detta påstående, särskilt efter publiceringen av Abilio Barbos och Marcelo Vigils verk. Enligt deras version hade det förekommit ett uppror av asturierna mot visigoterna i Asturien när kung Wamba styrde landet. Det skulle ha varit märkligt om den nye visigotiska kungen, tjugo år efter detta uppror, hade anförtrott sin livvakter till en representant för det upproriska folket. Och det gäller säkert också i en turbulent tid av konfrontation med en ny fiende – muslimerna. De mest romaniserade regionerna i det visigotiska riket, som Andalusien och Tarragona, uttryckte extrem motvilja mot att upplösa den centraliserade staten, och en stor del av den lokala aristokratin, representerad av grevar som Teodomiro och Cascio, accepterade villigt den nya centrala umayyadiska auktoriteten i utbyte mot att få behålla sin status. Till och med Roderiks änka, Egilona, accepterade att bli hustru till Abd-al-Aziz, den förste härskaren av Al-Andalus.
I de första asturiska annalerna, såsom i Albeldas krönika, tas inte frågan om Pelayos härstamning upp, utan det sägs helt enkelt att Pelayo, var son till hertigen av Fafila, var av gotiskt ursprung (?). De första dokumenten som beskriver Pelayos förmodade härkomst och indikerar att han var en ättling till Hindaswint ( Spaniens allmänna historia, skriven under kung Alfonso X den vise), skrevs fem århundraden efter de händelser som beskrivs. Det är troligt att den nygotiska teorin om härkomst starkt har påverkats av kungarna av Asturien, Alfons II och Alfons III, eftersom den motbevisade deras lokala, asturiska ursprung och gav dem en direkt koppling mellan kungariket Asturien och den visigotiska staten. Därmed legitimerades också de kejserliga ambitionerna hos dem som vid tiden för skrivandet av dessa krönikor redan hade utropat sig själva till kungar av León och Kastilien. Faktum är att antroponymen (människonamnet) Pelayo var inte av germanskt ursprung till skillnad från namnen på alla visigotiska kungar, utan kommer från grekiskans πελάγιος (maritim), vilket indikerar att personen hade spansk-romerska rötter. Dessutom var detta namn mycket vanligt bland invånarna i nordvästra Spanien.
Kristna och islamiska annaler beskriver enhälligt Pelayo som en man med nära band till Asturien och med betydande ägande av landområden i regionen. I kung Alfons III:s testamente, som munken Flores inkluderade i sin bok Heliga Spanien, nämns att Pelayo hade landområden i Tignán (Siero), nära staden Lucus Asturum, en av de viktigaste asturiska städerna under den romerska och förromerska eran. Rodas krönika säger att Pelayo efter sin flykt från Córdoba tog sin tillflykt till Pilonya i hjärtat av territorietbLugon (arganticaeni luggones), nära Lugonernas huvudstad, Paelontium (Belonciu).
Dessutom skriver de muslimska författarna Al-Makkari och Ibn Khaldun om Pelayos asturiska ursprung, där den förstnämnda använder ord som "vildåsna" för att beskriva händelserna i Covadonga. Det är mindre sannolikt att författare skulle skriva något sådant om en representant för den gotiska aristokratin; snarare ser författaren i Pelayo en ledare för en bergsstam som växte upp långt från den förfinade romersk-visigotiska kulturens centra. I dessa texter anar man förbittring och förringande av fienden, och eftersom de skrevs århundraden efter händelserna, och till och med i Egypten, lämnar de utrymme för tvivel om deras objektivitet. De är snarare en samling legender och berättelser om människor som var motståndare till Pelayo. Berättelserna stärktes förmodligen av arabernas misslyckanden och den efterföljande reconquistan. Ibn al-Athir berättar hur Musa attackerar fienden, plundrar och förstör kyrkor och klocktorn.  Al-Nuwayri nämner en viss Pelayoklippa, som Musa erövrade under fälttåget 712-714.Historiker har identifierat denna plats med Santa Catalina kullen, på vilken staden Gijón ligger. Om krönikören associerar denna kulle med namnet Pelayo, kan man anta att Pelayo vid den tiden kanske var härskare över denna stad. Författaren inte var ett samtida vittne till forntida händelser, utan helt enkelt tecknade ned muntliga berättelser som kom till honom efter flera århundraden.
Pelayos liv utspelar sig på platser där människor bodde långt före romarnas ankomst, vilket framgår av de många megalitiska monumenten från den förhistoriska eran. Ett exempel är staden Abamia nära Cangas de Onís, som har en bevarad stendös från tiden 4000-2000 f.Kr. Gravstenen för Favila, Pelayos son, i kyrkan Santa Cruz, är mycket lik de rituella begravningsplatserna för de forntida ledarna för Astura-stammen. Pelayos sista viloplats i Covadonga uppvisar också tecken på äldre ritualer. Namnet på  platsen är förknippat med kulten av Jungfrun  för på det keltiska språket betyder "donga" "donna", det vill säga floden är uppkallad efter en jungfru som hoppade från en klippa eller en grotta, vilket kan tydas som kristnandet av den lokala hedniska kulten.
Ärftligheten av kronan för asturiska monarker genomfördes i enlighet med regler av keltiskt ursprung, med rester av en äldre matriarkal tradition.Bland asturierna överförde hustrun ofta sina ärftliga rättigheter till sin make. Detta är vad som hände med Alfons I av Asturien och Silo, som fick sina kungliga rättigheter från sina fruar – Ermesinda respektive Adozinda. Först under senare tider, med början med Ramiro I av Asturien, fastställdes slutligen arvsrätten uteslutande genom fädernelinjen.

## Död och begravning
Pelayo av Asturiens kungadöme, som först var orienterat till det östra Asturien, växte snart. Han gifte bort sin dotter Ermesinda med sin östra granne, Pedro av Kantabrien. Pelayo regerade i arton eller nitton år fram till sin död 737, då han efterföljdes av sin son Favila av Asurien.
Kung Pelayo dog år 737 i staden Cangas de Onís, där hans hov var beläget. Kungens kropp begravdes i kyrkan Santa Eulalia de Abamia i staden Abamia, där hans hustru, drottning Gaudiosa, tidigare hade begravts. Men båda gravarna är tomma, för på order av kung Alfonso X den vise flyttades deras kvarlevor till Covadonga-ravinen, platsen för Pelayos odödliga bedrift, där de är begravda i en specialbyggd katolsk kyrka Santa Cueva de Covadonga.Även hans syster är begravd där.